# Chamilly (Saona i Loira)
Chamilly és un municipi francès, situat al departament de Saona i Loira i a la regió de Borgonya - Franc Comtat. L'any 2007 tenia 121 habitants.

## Demografia

### Població
El 2007 la població de fet de Chamilly era de 121 persones. Hi havia 50 famílies, de les quals 12 eren unipersonals (4 homes vivint sols i 8 dones vivint soles), 21 parelles sense fills i 17 parelles amb fills.
La població ha evolucionat segons el següent gràfic:
Habitants censats

### Habitatges
El 2007 hi havia 72 habitatges, 53 eren l'habitatge principal de la família, 12 eren segones residències i 7 estaven desocupats. 71 eren cases i 1 era un apartament. Dels 53 habitatges principals, 48 estaven ocupats pels seus propietaris, 2 estaven llogats i ocupats pels llogaters i 3 estaven cedits a títol gratuït; 2 tenien dues cambres, 11 en tenien tres, 15 en tenien quatre i 25 en tenien cinc o més. 36 habitatges disposaven pel capbaix d'una plaça de pàrquing. A 21 habitatges hi havia un automòbil i a 25 n'hi havia dos o més.

### Piràmide de població
La piràmide de població per edats i sexe el 2009 era:
| Homes | Edats   | Dones |
| ----- | ------- | ----- |
| 0     | 95 o +  | 0     |
| 0     | 90 a 94 | 0     |
| 0     | 85 a 89 | 4     |
| 0     | 80 a 84 | 4     |
| 0     | 75 a 79 | 0     |
| 4     | 70 a 74 | 0     |
| 4     | 65 a 69 | 8     |
| 4     | 60 a 64 | 4     |
| 4     | 55 a 59 | 4     |
| 0     | 50 a 54 | 4     |
| 8     | 45 a 49 | 8     |
| 4     | 40 a 44 | 4     |
| 4     | 35 a 39 | 0     |
| 4     | 30 a 34 | 4     |
| 0     | 25 a 29 | 4     |
| 12    | 20 a 24 | 0     |
| 0     | 15 a 19 | 4     |
| 12    | 10 a 14 | 4     |
| 4     | 5 a 9   | 8     |
| 0     | 0 a 4   | 0     |

## Economia
El 2007 la població en edat de treballar era de 78 persones, 56 eren actives i 22 eren inactives. De les 56 persones actives 51 estaven ocupades (30 homes i 21 dones) i 5 estaven aturades (2 homes i 3 dones). De les 22 persones inactives 5 estaven jubilades, 6 estaven estudiant i 11 estaven classificades com a «altres inactius».

### Ingressos
El 2009 a Chamilly hi havia 58 unitats fiscals que integraven 133 persones, la mediana anual d'ingressos fiscals per persona era de 17.577 €.

### Activitats econòmiques
Dels 4 establiments que hi havia el 2007, 2 eren d'empreses de construcció, 1 d'una empresa de comerç i reparació d'automòbils i 1 d'una empresa de serveis.
Dels 2 establiments de servei als particulars que hi havia el 2009, 1 era un guixaire pintor i 1 electricista.
L'any 2000 a Chamilly hi havia 5 explotacions agrícoles que ocupaven un total de 325 hectàrees.

## Poblacions més properes
El següent diagrama mostra les poblacions més properes.